# آيت نوال مزادة
آيت نوال مزادة أو آيت نوال، بلدية تابعة لدائرة بوعنداس بولاية سطيف الجزائرية.

## الموقع الجغرافي
يحد بلدية آيت نوال مزادة كل من:
- شمالا:
- جنوبا: بوعنداس
- شرقا: آيت تيزي
- غربا: ولاية بجاية